# 古野孫太郎
古野 孫太郎（ふるの まごたろう、1862年1月31日（文久2年1月2日） - 1931年（昭和6年）1月29日）は、日本の政治家、衆議院議員（1期）。

## 経歴
福岡県出身。1882年、福岡師範学校卒。農業を営む。宗像中学校助教諭を務め、河東村長、福岡県会議員、同参事会員となる。
1908年の第10回衆議院議員総選挙において福岡県郡部から立憲政友会公認で立候補して当選する。衆議院議員を1期務め、1912年の第11回衆議院議員総選挙には出馬しなかった。1931年に死去した。